# Trinh phi
Trinh phi Đổng Ngạc thị (chữ Hán: 貞妃董鄂氏; ? - 5 tháng 2, 1661) là một phi tần của Thanh Thế Tổ Thuận Trị Đế. Bà là em họ của Đổng Ngạc hoàng quý phi, sủng phi nổi tiếng của Thuận Trị. Nhiều sử gia cho rằng vì cớ sự này, bà trở thành phi tần duy nhất tuẫn táng khi Thuận Trị băng hà.

## Thân thế
Trinh phi không rõ năm sinh, xuất thân từ dòng tộc Đổng Ngạc thị, hậu duệ Nỗ Khải Ái Tháp (努愷爱塔), thế cư ở thành quốc Đổng Ngạc (nay là huyện Hoàn Nhân tỉnh Liêu Ninh), kỳ tịch là Mãn Châu Chính Bạch kỳ. Tằng tổ phụ là Lỗ Khắc Tố (魯克素), sinh Tịch Hán (席漢) cùng Tịch Nhĩ Thái (席爾泰). Trưởng tử Tịch Hán sinh ra Ngạc Thạc (鄂碩), là thân phụ của Đổng Ngạc hoàng quý phi; còn Tịch Nhĩ Thái sinh ra Ba Độ (巴度), thân phụ của Trinh phi. Đương thời, Ba Độ giữ tước "Nhất đẳng A Đạt Cáp Cáp Phiên" . Xét vai vế gia tộc, bà là đường muội của Hoàng quý phi.
Căn cứ Đổng Ngạc thị tộc sử liệu tập (董鄂氏族史料集), Trinh phi cùng Hoàng quý phi và Ninh Khác phi, một phi tần khác của Thuận Trị Đế xuất thân cùng tộc, là hậu duệ của Nỗ Khải Ái Tháp. Tuy nhiên gia tộc của Ninh Khác phi là ["Tước để thế gia"], sớm liên hôn chặt chẽ với Hoàng thất, trong khi nhánh của Trinh phi và Hoàng quý phi đều là nhánh nhỏ trong đại tộc này.

## Đại Thanh tần phi
Tiền trình của Trinh phi không được ghi lại nhiều, trừ cái chết của bà vào ngày 7 tháng 1 (âm lịch) ngay sau khi Thuận Trị Đế băng hà. Về sau, Khang Hi Đế truy phong làm Hoàng khảo Trinh phi (皇考贞妃).
Trong số các phi tần của Thuận Trị Đế, bà là người duy nhất tuẫn táng. Đây là điểm nhấn lớn nhất mà các sử gia biết về bà, dấy lên nhiều đề tài tranh luận cho hậu thế. Giả thiết lớn nhất cho việc này là vì Trinh phi và Hoàng quý phi Đổng Ngạc thị có quan hệ họ hàng. Đương thời, Hoàng quý phi vô cùng đắc sủng, lại khiến Thuận Trị Đế nảy sinh ý định phế Hậu. Hoàng quý phi mất, Hoàng đế lại truy phong thụy hiệu Hoàng hậu, dù đương kim Hoàng hậu là Hiếu Huệ Chương Hoàng hậu còn đang tại vị, vốn là điều kiêng kị từ trước đến nay. Vì vậy, Hiếu Trang Hoàng thái hậu căm phẫn, cho rằng mọi bất hạnh đều là do một tay Đổng Ngạc phi gây nên, nhiều ý kiến cho rằng Trinh phi tình nguyện tuẫn táng để bình ổn sự phẫn nộ của Thái hậu, tránh liên lụy gia tộc Đổng Ngạc thị. Tiểu thuyết gia Cao Dương (高陽) trong cuốn "Thanh triều đích Hoàng đế" (清朝的皇帝) cũng dùng một phiên bản của nhận định này, Trinh phi vì muốn bình ổn cơn giận của người nhà Phế hậu Tĩnh phi nên mới tuẫn táng.
Ban đầu bà được an táng ở bên ngoài cửa Tây của Phong Thủy tường (風水牆) tại Thanh Đông lăng. Năm Khang Hi thứ 57 (1718), từ táng cùng Hiếu Huệ Chương hoàng hậu tại Hiếu Đông lăng (孝東陵). Theo bản vẽ vị trí Hiếu Đông lăng, thì vị trí mộ của bà chỉ xếp sau Điệu phi cùng Hiếu Huệ Chương hoàng hậu - chủ nhân tòa lăng. Bởi vì sắc dụ năm Khang Hi thứ 12 (1673), cấm nô bộc tuẫn chủ, mệnh lệnh rõ hủy bỏ hoàn toàn tập tục tuẫn táng, cho nên có thể nói Trinh phi là vị phi tần cuối cùng trong lịch sử Trung Quốc tuẫn táng theo chồng.